# 18368 Flandrau
18368 Flandrau este o planetă minoră (asteroid), cu un diametru de 1,923 km, din centura de asteroizi. A fost descoperită pe 15 aprilie 1991 la Observatorul Palomar de Carolyn S. Shoemaker. 
Obiectul prezintă o orbită caracterizată de o semiaxă mare de 1,9278849 UAi, o excentricitate de 0,05, o înclinație de 23,79513 ° în raport cu ecliptica.